# Municipio de Eaton (Arkansas)
El municipio de Eaton (en inglés: Eaton Township) es un municipio ubicado en el condado de Lawrence en el estado estadounidense de Arkansas. En el año 2010 tenía una población de 307 habitantes y una densidad poblacional de 7,6 personas por km².

## Geografía
El municipio de Eaton se encuentra ubicado en las coordenadas 36°2′22″N 91°12′50″O / 36.03944, -91.21389. Según la Oficina del Censo de los Estados Unidos, el municipio tiene una superficie total de 40.39 km², de la cual 40,27 km² corresponden a tierra firme y (0,29 %) 0,12 km² es agua.

## Demografía
Según el censo de 2010, había 307 personas residiendo en el municipio de Eaton. La densidad de población era de 7,6 hab./km². De los 307 habitantes, el municipio de Eaton estaba compuesto por el 99,67 % blancos y el 0,33 % eran de una mezcla de razas. Del total de la población el 0,33 % eran hispanos o latinos de cualquier raza.